# Pop 'im Pop!
Pop 'im Pop! è un film del 1950 diretto da Robert McKimson. È un cortometraggio animato della serie Looney Tunes, prodotto dalla Warner Bros. e uscito negli Stati Uniti il 28 ottobre 1950. I protagonisti del cartone animato sono Silvestro, Hippety Hopper e Silvestrino la sua prima apparizione.

## Trama
Crassie, una femmina di canguro pugile e attrazione circense, lascia incustodito il figlio Hippety al momento della sua esibizione; il cangurino, per curiosità, indossa i guanti da boxe di ricambio della madre e si avventura per le strade del centro abitato. Si imbatte in Silvestro e suo figlio Silvestrino, che credono sia un topo gigante. 
Per non ferire l'orgoglio e la fiducia del figlio, Silvestro deve vedersela con Hippety, che si mostra impassibile e divertito davanti alla sua baldanza.

## Distribuzione

### Edizione italiana
Il corto fu distribuito in Italia il 17 dicembre 1969 nel programma Silvestro e Gonzales: Dente per dente; il doppiaggio fu eseguito dalla S.A.S. Negli anni '70, per la trasmissione televisiva, il corto fu poi ridoppiato dalla C.V.D. con dialoghi perlopiù differenti da quelli dell'edizione originale. Nel 1999, per la trasmissione televisiva, il corto fu ridoppiato nuovamente dalla Time Out Cin.ca sotto la direzione di Massimo Giuliani e con dialoghi più corretti scritti da Raffaella Pepitoni.